# Cerro de la Gallina
Cerro de la Gallina är en ort i Mexiko.   Den ligger i kommunen Jilotepec och delstaten Veracruz, i den sydöstra delen av landet, 230 km öster om huvudstaden Mexico City. Cerro de la Gallina ligger 1 671 meter över havet och antalet invånare är 211.
Terrängen runt Cerro de la Gallina är bergig, och sluttar österut. Runt Cerro de la Gallina är det ganska tätbefolkat, med 172 invånare per kvadratkilometer. Närmaste större samhälle är Xalapa, 11,1 km sydost om Cerro de la Gallina. Omgivningarna runt Cerro de la Gallina är en mosaik av jordbruksmark och naturlig växtlighet.